# Bart Kosko
Bart Kosko (Kansas City, 7 de fevereiro de 1960) é um escritor e professor de engenharia elétrica na Universidade do Sul da Califórnia (USC).